# Freunde (Weltmärchenbuch)
Freunde (später Weltmärchenbuch Freunde) ist ein Buch mit Geschichten aus aller Welt. Es erschien 1968 zur Frankfurter Buchmesse und vereinigte literarische Arbeiten und Versuche von vierundfünfzig berühmten Persönlichkeiten des damaligen öffentlichen Lebens aus rund zwanzig Ländern. Die Texte umfassen eigene Erlebnisberichte sowie Nacherzählungen von Fabeln oder Märchen der Herkunftsländer der Schreibenden. 
„Freunde“ wurde der UNICEF zugeeignet, das Weltkinderhilfswerk erhielt den Reinerlös aus dem Verkauf. Die Idee hinter dem Band war, dass „die gegenseitige Vertrautheit von Kindern und Jugendlichen verschiedener Nationen des Erdkreises mit ihrem Volksgut, eines der besten Mittel darstellt, einen Geist größeren Verständnisses und guten Willens unter ihnen zu fördern“, wie es die damalige iranische Kaiserin Farah Pahlavi in einem Geleitwort für eine Ausgabe ausdrückte.
Initiatoren der Anthologie waren Frauke und Erich Hofacker, ein Lübecker Ehepaar, das den Band gleichsam illustrierte und verlegte. Lizenzausgaben und Wiederauflagen, zum Teil unter anderem Namen, folgten und zeigen den Erfolg des Buches an.
Persönlichkeiten aus verschiedensten Bereichen wie Agatha Christie, Laurence Olivier, Lorrie McLaughlin, B. Traven, Robert Stolz, Birgit Nilsson, Mary Hemingway, Yehudi Menuhin, Thornton Wilder, John F. Hayes, Suk-Ioong Yoon, Hubert von Meyerinck, Viktor de Kowa, Gloria Swanson, Robert Stolz und Wernher von Braun verfassten ihre kleinen, oft märchenhaften Geschichten, exklusiv für den Band.
In Deutschland erschien zu dem Buch außerdem eine Schallplatte, auf der deutschsprachige Autoren ihre Texte selbst sprachen, das Übrige von Will Quadflieg und Johanna von Koczian gelesen wurde.

## Ausgaben
- Frauke u. Erich Hofacker: Freunde: Märchen, Fabeln u. Erzählungen aus aller Welt. Märchen- u. Fabelbuch-Ges. Hofacker, Lübeck 1968.
- Frauke Hofacker u. Erich Hofacker: Freunde : Märchen, Fabeln u. Erzählungen aus aller Welt. Bertelsmann, Gütersloh 1970.
- Erich Hofacker (Herausgeber): Weltmärchenbuch Freunde: Märchen, Fabeln und Erzählungen aus aller Welt. Jubiläumsausgabe. Nieswand, Kiel 1988. ISBN 3-926048-14-X.